# Oreodytes davisii
Oreodytes davisii là một loài bọ cánh cứng trong họ Bọ nước. Loài này được Curtis miêu tả khoa học năm 1831.